# Банди, Кенни
Ке́ннет Ба́нди (англ. Kenneth Bundy; 9 марта 1981, Талса, Оклахома, США) — американский футболист, выступавший на позиции полузащитника, и футбольный тренер.

## Биография

### Карьера игрока
В 1999—2003 годах Банди обучался в Университете Северной Каролины в Гринсборо и играл за университетскую футбольную команду.
В 2003 году также выступал за клуб «Каролина Динамо» в Премьер-лиге развития ЮСЛ.
2 октября 2003 года Банди заключил контракт шоубольной с командой «Даллас Сайдкикс» из Major Indoor Soccer League. В сезоне 2003/04 сыграл 22 матча, забив пять голов и отдав две голевые передачи. По окончании сезона «Даллас Сайдкикс» прекратил своё существование, и на Драфте расформирования Банди был выбран в третьем раунде командой «Чикаго Сторм», но не подписал с ней контракт.
22 апреля 2004 года Банди подписал контракт с клубом «Уилмингтон Хаммерхэдс» из USL Pro Soccer League. Свой дебют за «Хаммерхэдс», 24 апреля в матче против «Шарлотт Иглз», отметил голом и голевой передачей. По итогам сезона 2004 он был включён во вторую символическую сборную ПСЛ. Выступал за «Хаммерхэдс» в течение трёх сезонов, после чего занялся тренерской деятельностью. 26 января 2009 года Банди вернулся в «Хаммерхэдс». Он был признан лучшим игроком второго раунда Открытого кубка США 2009 после того, как в матче против «Каролины Рэйлхокс» забил гол на последней минуте дополнительного времени, сравнявший счёт, а также реализовал свой удар в серии послематчевых пенальти. По итогам сезона 2009, в котором помог своему клубу выиграть регулярный чемпионат, он был включён в первую символическую сборную Второго дивизиона ЮСЛ.

### Карьера тренера
В течение сезона 2009 в NCAA Банди был добровольным помощником главного тренера в футбольной команде Университета Северной Каролины в Уилмингтоне. В августе 2010 года он был принят на должность ассистента главного тренера «Ю-эн-си Уилмингтон Сихокс» на постоянной основе.
26 марта 2015 года Банди вошёл в тренерский штаб «Уилмингтон Хаммерхэдс» в качестве ассистента главного тренера.
С 2016 года Банди работал в академии клуба «Хьюстон Динамо», где тренировал команды до 19 и 23 лет. В 2017 году ассистировал временному главному тренеру женской команды «Хьюстон Динамо», «Хьюстон Дэш», Омару Моралесу.
В феврале 2019 года Банди был назначен главным тренером клуба Лиги два ЮСЛ «Бразос Валли Кавалри».
Ассистировал временному главному тренеру «Хьюстон Динамо» Дейви Арно во второй половине сезона 2019 в MLS. 28 января 2022 года Банди был назначен главным тренером «Хьюстон Динамо 2», резервной команды «Хьюстон Динамо» в MLS Next Pro. 5 сентября главный тренер первой команды «Динамо» Пауло Нагамура был уволен, и Банди было поручено временно исполнять обязанности главного тренера до конца сезона 2022 в MLS. 1 ноября Банди продлил контракт в качестве главного тренера «Динамо 2». С сентября 2024 года временно исполнял обязанности ассистента главного тренера в первой команде «Динамо», а в январе 2025 года вошёл в тренерский штаб Бена Олсена на постоянной основе.

## Достижения
Командные
 «Уилмингтон Хаммерхэдс»
- Победитель регулярного чемпионата Второго дивизиона ЮСЛ[англ.]: 2009

Личные
- Член второй символической сборной ПСЛ: 2004
- Член первой символической сборной Второго дивизиона ЮСЛ[англ.]: 2009